# Paul Curtius (Jurist)

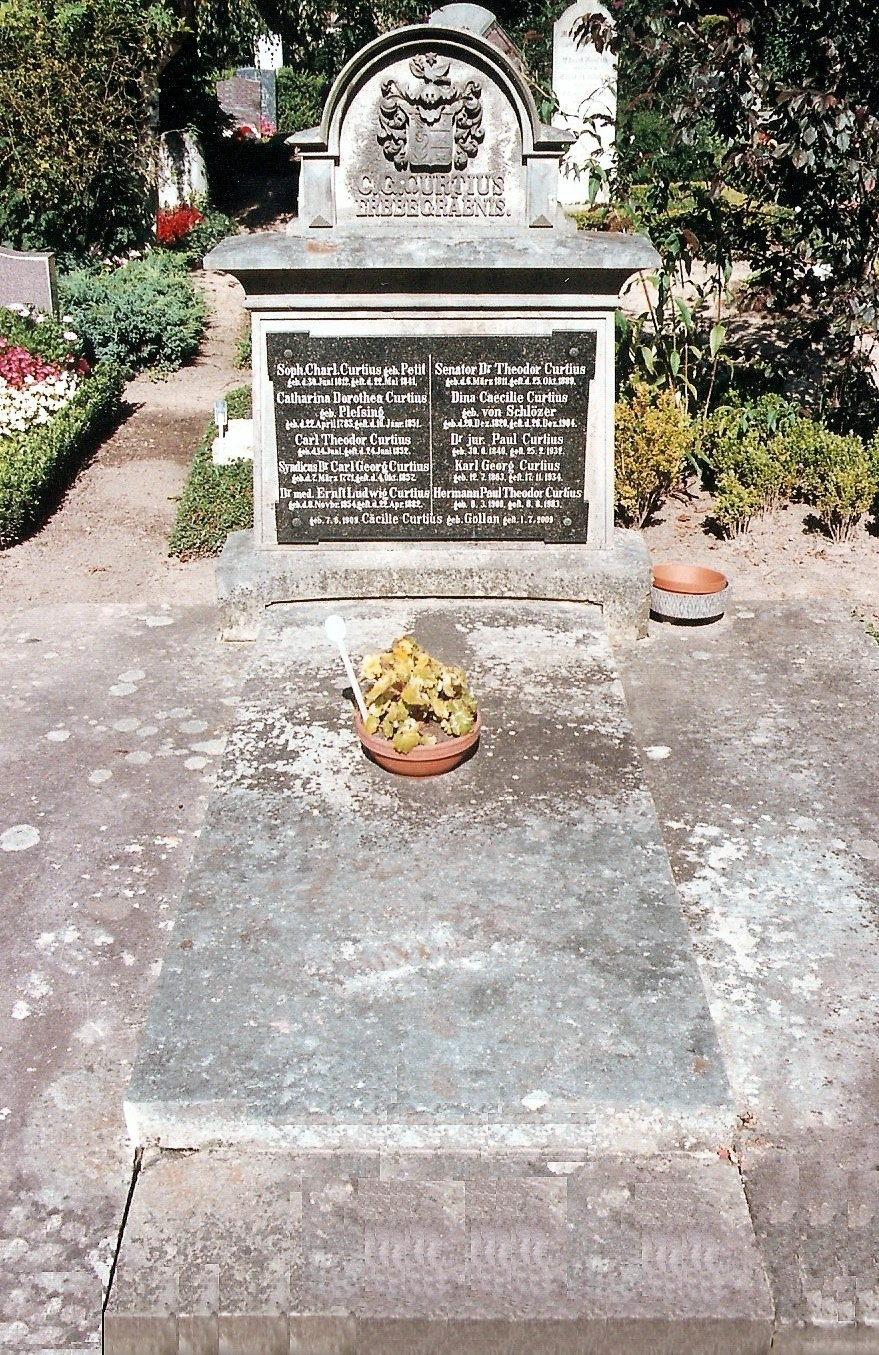
Erbbegräbnis Curtius mit Grab von Paul Curtius auf dem Burgtorfriedhof in Lübeck

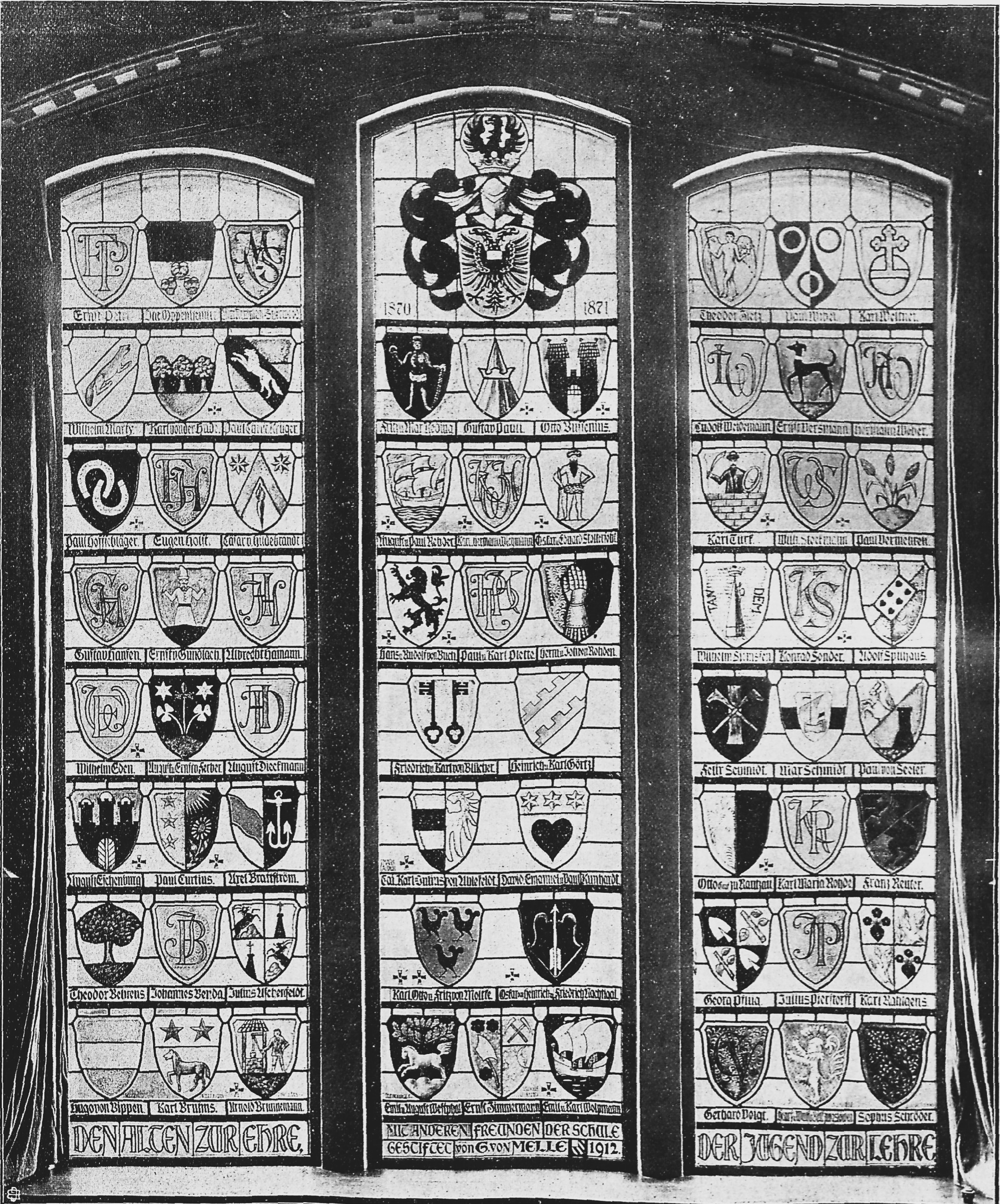
Wappenfenster (1942 zerstört)

Paul Curtius, vollständig Carl Friedrich Wilhelm Paul Curtius (* 30. Juni 1849 in Lübeck; † 26. Februar 1932 in Berlin) war ein deutscher Jurist, Offizier und Autor.

## Leben
Paul Curtius entstammte der Lübecker Gelehrten- und Politikerfamilie Curtius. Er war ein Sohn des Lübecker Bürgermeisters Theodor Curtius aus dessen zweiter Ehe mit Dina Cäcilie von Schlözer (1820–1904), Tochter des Lübecker Kaufmanns Karl von Schlözer und Schwester von Kurd von Schlözer. Er besuchte das Katharineum zu Lübeck bis zum Abitur Ostern 1869. Sein Mitabiturient war Johannes Daniel Benda. Nach Ableistung der Militärdienstzeit beim 2. Garde-Regiment zu Fuß begann Curtius sein Studium der Rechtswissenschaften an der Universität Berlin und wechselte zum Sommersemester 1870 an die Universität Heidelberg. Im Deutsch-Französischen Krieg diente er als Reserveoffizier beim 4. Garde-Regiment zu Fuß; er wurde mit dem Eisernen Kreuz II. Klasse ausgezeichnet. Sein Name und Wappen fanden sich daher auf dem 1912 von Gerhard von Melle gestifteten Fenster in der Aula des Katharineums, das 1942 zerstört wurde.
Zur Wiederaufnahme seines Studiums ging er an die Universität Göttingen, wo er am 11. August 1873 zum Dr. jur. promoviert wurde. Von 1874 bis 1884 war er als Rechtsanwalt und Notar in Lübeck tätig. Danach zog er nach Berlin, wo er als Major a.D., Privatgelehrter und Schriftsteller lebte.
Paul Curtius blieb ledig. Er wohnte zuletzt in der Neuen Winterfeldtstraße 16 in Berlin-Schöneberg und wurde im Familiengrab auf dem Lübecker Burgtorfriedhof beigesetzt.

## Auszeichnungen
- Eisernes Kreuz (1870), 2. Klasse
- Roter Adlerorden, 4. Klasse (1906)[6]

## Werke
- Der Weg zum Frieden: Denkschrift über die social-conservativen Bestrebungen. Berlin 1881
- Paul Curtius: Curtius, Theodor. In: Allgemeine Deutsche Biographie (ADB). Band 47, Duncker & Humblot, Leipzig 1903, S. 602–606.
- Paul Curtius: Schlözer, Kurd von. In: Allgemeine Deutsche Biographie (ADB). Band 54, Duncker & Humblot, Leipzig 1908, S. 47–54.
- Bürgermeister Curtius: Lebensbild eines hanseatischen Staatsmannes in neunzehnten Jahrhundert. Berlin: Springer 1902 (Digitalisat)
- Offizier-Stammliste des Königlich Preußischen 4. Garde-Regiments zu Fuß 1860-1905: Im Auftrag des Regiments neubearbeitet und fortgeführt. Berlin: R. Eisenschmidt 1905
- Kurd von Schloezer: ein Lebensbild. Berlin: Eisenschmidt 1912
- Erinnerungen an Senator Emil Possehl. In: MVLGA 14 (1926), S. 183–213
- Erinnerungen aus meinem Leben. Berlin 1929